# Liste der denkmalgeschützten Objekte in Schwertberg
Die Liste der denkmalgeschützten Objekte in Schwertberg enthält die 10 denkmalgeschützten, unbeweglichen Objekte in Schwertberg.
Bei der Verfassung der Beschreibungen der einzelnen Objekte wurden im Wesentlichen die Informationen der Homepage von Schwertberg verwendet.

## Denkmäler
| Foto  |                 | Denkmal                                                                         | Standort                                        | Beschreibung | Metadaten |
| ----- | --------------- | ------------------------------------------------------------------------------- | ----------------------------------------------- | --- | --- |
| ja    | Datei hochladen | Schloss Schwertberg HERIS-ID: 4536 Objekt-ID: 381                               | Aisttalstraße 1 Standort KG: Schwertberg        | Das Schloss Schwertberg wurde im 14. Jahrhundert erstmals erwähnt und 1608 auf die heutige Größe ausgebaut. Seit 1911 ist das Schloss im Besitz der Familie Hoyos. Zum Schloss gehört einer der wenigen erhaltenen Gärten im Renaissancestil. | BDA-Hist.: Q2243421 Status: Bescheid Stand der BDA-Liste: 2025-06-30 Name: Schloss Schwertberg GstNr.: .96 Schloss Schwertberg                             |
| ja    | Datei hochladen | Villa Friedegg HERIS-ID: 23687 Objekt-ID: 20049                                 | Friedeggstraße 10 Standort KG: Schwertberg      | Erbaut 1843 um Umgestaltung in 1923. Eine zweigeschoßige Villa im italienischen Stil (früher romantischer Historismus) mit Walmdach inmitten eines Parks, nördlich des Ortsgebiets. | BDA-Hist.: Q37878250 Status: Bescheid Stand der BDA-Liste: 2025-06-30 Name: Villa Friedegg GstNr.: .131/4                                                  |
| ja    | Datei hochladen | Alter Pfarrhof HERIS-ID: 4532 Objekt-ID: 377                                    | Friedhofstraße 7 Standort KG: Schwertberg       | Im 18. Jahrhundert als zweigeschoßiger Bau mit späthistorisierter Fassade aus 1913. Im Innerer mit Spiegeldecken samt Stuckrahmen. | BDA-Hist.: Q37979735 Status: § 2a Stand der BDA-Liste: 2025-06-30 Name: Alter Pfarrhof GstNr.: .36 Alter Pfarrhof, Schwertberg                             |
| ja    | Datei hochladen | Kath. Pfarrkirche hll. Philipp und Jakob HERIS-ID: 4529 Objekt-ID: 374          | bei Friedhofstraße 7 Standort KG: Schwertberg   | Die Pfarre Schwertberg wurde 1357 durch Abtrennung von der Altpfarre Naarn gebildet und gehörte zur Herrschaft Windegg. Kurz vor dem 1. Weltkrieg wurde die Kirche vergrößert und stellt jetzt eine netzrippengewölbte zweischiffige Hallenkirche dar. Der Turm wurde um 1500 errichtet, ist 37 Meter hoch und hat ein Keildach. In der Kirche befindet sich die 1777 geschaffene Familiengruft der Thürheimer.                         | BDA-Hist.: Q2082960 Status: § 2a Stand der BDA-Liste: 2025-06-30 Name: Kath. Pfarrkirche hll. Philipp und Jakob GstNr.: .35, 70 Pfarrkirche Schwertberg    |
| ja    | Datei hochladen | Marktbrunnen HERIS-ID: 4522 Objekt-ID: 367                                      | gegenüber Marktplatz 3 Standort KG: Schwertberg | Brunnen aus dem Jahr 1666 mit achtseitigem Becken und Mittelpfeiler mit Wetterfahne. | BDA-Hist.: Q37976012 Status: § 2a Stand der BDA-Liste: 2025-06-30 Name: Marktbrunnen GstNr.: 1873/1                                                        |
| ja    | Datei hochladen | Schloss Poneggen HERIS-ID: 23498 Objekt-ID: 19852                               | Reitbergstraße 52 Standort KG: Schwertberg      | Das Schloss wurde im 13. Jahrhundert erstmals genannt und im 18. Jahrhundert in eine Fabrik umgebaut. Nunmehr sind Mietwohnungen dort untergebracht. In der Mitte des 18. Jahrhunderts war dort eine Seidenraupenzucht, wovon zahlreiche Maulbeerbäume in der Umgebung heute noch zeugen. | BDA-Hist.: Q1410567 Status: Bescheid Stand der BDA-Liste: 2025-06-30 Name: Schloss Poneggen GstNr.: 1641/1 Schloss Poneggen                                |
| ja BW | Datei hochladen | Wohnhaus, ehem. Taverne der Herrschaft Windegg HERIS-ID: 13814 Objekt-ID: 10025 | Schacherbergstraße 2 Standort KG: Schwertberg   | Im 16. Jahrhundert erbautes zweigeschoßiges Wohnhaus im Renaissancestil. Fassade mit Fensterrahmen mit spätgotischen und frührenaissance Stil. Zum Hoftrakt ein zweigeschoßiger Arkadengang. Im Inneren Stichkappentonnen. Freske oberhalb des Nordportals. | BDA-Hist.: Q37714317 Status: Bescheid Stand der BDA-Liste: 2025-06-30 Name: Wohnhaus, ehem. Taverne der Herrschaft Windegg GstNr.: .42 Taverne Schwertberg |
| ja    | Datei hochladen | Wohnhaus HERIS-ID: 5259 Objekt-ID: 1121                                         | Schacherbergstraße 5 Standort KG: Schwertberg   | Im Inneren Riemlingdecke mit Rüstbaum aus dem Jahr 1697 | BDA-Hist.: Q37768339 Status: § 2a Stand der BDA-Liste: 2025-06-30 Name: Wohnhaus GstNr.: .57                                                               |
| ja    | Datei hochladen | Kalvarienbergkapelle HERIS-ID: 4530 Objekt-ID: 375                              | Carlonestraße 26, bei Standort KG: Schwertberg  | Die Kalvarienbergkapelle wurde um 1689 von Carlo Antonio Carlone erbaut und gemeinsam mit dem dorthin führenden Kreuzweg eingeweiht. Die letzte Renovierung erfolgte 1983. | BDA-Hist.: Q37978377 Status: § 2a Stand der BDA-Liste: 2025-06-30 Name: Kalvarienbergkapelle GstNr.: .131/7 Kalvarienberg Schwertberg                      |
| ja    | Datei hochladen | Burgruine Windegg HERIS-ID: 4534 Objekt-ID: 379                                 | Windegg 8, in der Nähe Standort KG: Windegg     | Die Hauptburg hat eine Fläche von rund 1042 Quadratmetern, die Vorburg ist 3518 Quadratmeter groß. Die Burg ist ein Bau im Stil romanischen Buckelquadermauerwerks, eine seltene Bauart in Oberösterreich. Der 25 Meter hohe Bergfried ist 10 × 10 Meter groß und hat eine Mauerstärke von 2 bis 2,5 Meter. Die Ostseite und die Ringmauer wurden seit 1980 wieder instand gesetzt. Die Mauer ist 8 Meter hoch und bis zu 2 Meter dick. | BDA-Hist.: Q1015592 Status: Bescheid Stand der BDA-Liste: 2025-06-30 Name: Burgruine Windegg GstNr.: .1 Burgruine Windegg                                  |